# مقاطعة مورغان (كنتاكي)
مقاطعة مورغان (بالإنجليزية: Morgan County)‏ هي إحدى المقاطعات في ولاية كنتاكي في الولايات المتحدة الأمريكية.

## أعلام
- جون دبليو. كيندال